# Ceraphron cavifrons
Ceraphron cavifrons är en stekelart som beskrevs av Jean Risbec 1950. Ceraphron cavifrons ingår i släktet Ceraphron och familjen pysslingsteklar. Inga underarter finns listade i Catalogue of Life.